# Plateau des poètes (Béziers)
Le plateau des poètes est un jardin à l'anglaise créé à la fin du XIXe siècle à Béziers, dans le prolongement de la promenade qui traverse le centre de la ville, les « allées Paul Riquet ».

## Historique
Le jardin a été aménagé par les architectes paysagistes Denis et Eugène Bühler, sur un terrain en forte pente situé à l'extrémité orientale de la promenade qui traverse le centre de la ville, aujourd'hui baptisée « allées Paul Riquet ». Le nom du jardin, « plateau des Poètes », ferait référence à l'ancien tertre recouvert d'arbres et propice à la méditation poétique. Plus sûrement, le terme fait référence à la présence de nombreuses statues dans le parc, statues dédiées aux poètes autochtones. Une autre version fait provenir le nom du parc de l'œuvre de Maffre Ermengaud, poète biterrois, auteur d'un Bréviaire d'Amour en 1288.
Eugène Bühler est, avec son frère, le créateur du parc de la Tête d'Or à Lyon. Les travaux d'aménagements du plateau des Poètes débutent en 1863. 
Le jardin est inauguré en 1867. Planté de nombreux arbres, d'essences rares ou exotiques, il couvre une superficie de cinq hectares. Dans les années qui suivent, un lac artificiel est créé, ainsi que des bassins d'eau et des sentiers, en pente et sinueux, qui serpentent entre les différentes parties du jardin. L'ensemble est clôturé par des grilles en fer forgé et les portes principales du jardin ouvrent sur la gare, en contrebas, et les allées Paul Riquet, en haut du parc.

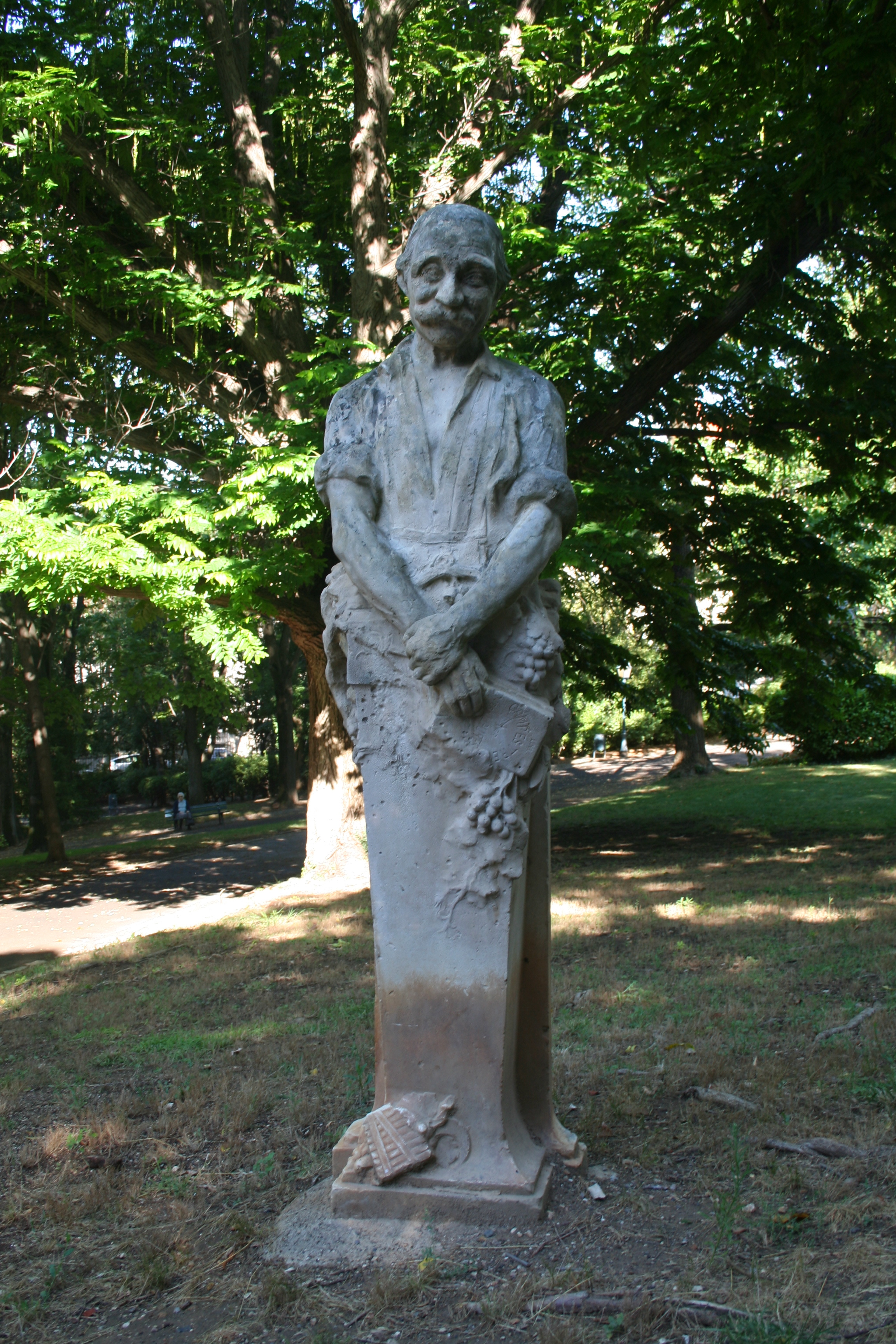
Jean Laurès poète et félibre qui tient dans sa main son livre écrit en 1878, Lou Campestre, sculpture de Jacques Villeneuve.

En août 1902, le jardin est orné des bustes de poètes nés à Béziers. La plupart sont des œuvres du sculpteur biterrois Injalbert. Elles représentent Maffre Ermengaud, Jean-Pons-Guillaume Viennet, Paul-Bernard Rozier, Jacques et Gabriel Azaïs, Benjamin Fabre, mais aussi Jean Laurès dit Lou Campestre et Victor Hugo. On y trouve aussi des œuvres sculptées par Jean Magrou. Une statue d'Émile Barthe, signée J-G. Roustan, a été édifiée après le décès de l'écrivain.
C'est Injalbert qui est l'auteur des statues les plus importantes du plateau des poètes : la monumentale « Fontaine du Titan » représente Atlas portant le poids du monde, en bronze, sur une représentation du dieu Pan crachant des eaux. Cette statue d'une hauteur totale de 17 mètres avec son socle rocheux est inaugurée en 1892. Injalbert a aussi créé la vasque du bassin de « L'enfant au poisson ». Dans la partie basse du jardin, une œuvre monumentale accueille les voyageurs qui sortent de la gare : le monument aux morts de la ville entouré de hautes et riches grilles ouvragées, dont l'inauguration fut présidée par le maréchal Joffre en 1925.
Il manque à ce jour le buste de Charles Guéret, poète biterrois, auteur des deux triomphes en 1910.
Jean Moulin, enfant de Béziers, a son monument dans la partie supérieure du jardin. En 1951, le sculpteur Marcel Courbier édifia un monument en calcaire blanc, sobre, aux lignes pures, représentant un personnage masculin, nu, adossé à une grande plaque, et portant, sur ses genoux, un sabre.
En 1990, le parc devient « refuge libre pour les oiseaux ». Les amateurs peuvent y admirer le vol de la mésange bleue, de la fauvette, des roitelets, et, à la nuit tombante, du hibou petit duc. Les chauves-souris prospèrent dans le jardin.

## Visite
- Heures d'ouverture : de 7 heures à 18 heures (21 heures en été).

- La Fontaine du Titan.

Il s'agit d'une œuvre aux dimensions impressionnantes, haute de 17 mètres, sculptée par le Biterrois Jean-Antoine Injalbert, représentant le Titan Atlas supportant le poids du monde sur son dos, dominant une grotte percée dans un rocher, prenant appui sur une coquille elle-même posée sur des chevaux conduits par des anges.
- L'Enfant au poisson.
  - Statue d'Injalbert d'une grande finesse située au centre d'un vaste parterre d'eau.
- Les bustes des poètes.

Maffre Ermengaud, moine franciscain et troubadour biterrois mort en 1322, auteur du « Bréviaire d'Amour » en 1288, Joseph-Bernard Rosier, auteur dramatique biterrois (1798-1880), Jean-Pons-Guillaume Viennet académicien biterrois (1777-1868), constituant le premier ensemble (1902) d'Injalbert ; groupe suivi de Jacques Azaïs, avocat et médecin biterrois cofondateur de la Société Archéologique, Scientifique et Littéraire de Béziers (1778-1856) et Gabriel Azaïs, son fils, philologue de langue d'Oc et poète (1805-1888), également d'Injalbert (1904) ; Jean Laurès (Jan en littérature), poète de langue d'Oc auteur de « Lou Campestre » (1822-1902), buste de Jacques Louis Villeneuve (1906) ; Benjamin Fabre (1832-1911), poète de langue d'Oc et cofondateur de la Société Archéologique, Scientifique et Littéraire de Béziers (1832-1911), buste d'Injhalbert (1923) ; cet ensemble fut augmenté plus tardivement par un Victor Hugo de Jean Magrou installé vers 1945 (?) ; Émile Barthe, journaliste, auteur et poète de langue d'Oc, Majoral du Félibrige (1874-1939), par J.-G. Roustan (1975) ; Jeanne Barthès, auteur dramatique (1898-1972), par A. Roques (2011) ; Jean Bonnicel, poète (1920-1971), par Olivier Delobel (2016) ; en fin Frédéric Prat, poète (1895-1915), par David Léger (2018).
- Le monument aux morts.

Œuvre de Jean-Antoine Injalbert, inaugurée en 1925, à l'entrée basse du parc, donnant en face de la gare ferroviaire.
- Le monument à Jean Moulin.

En calcaire blanc, aux lignes pures et sobres, œuvre de Marcel Louis Maurice Courbier, (1898–1976) en 1950.
- La stèle.

Une stèle a été érigée, à la mémoire des victimes civiles tuées par les troupes allemandes lors de la libération de la ville en août 1944.
- Le bassin d'eau.

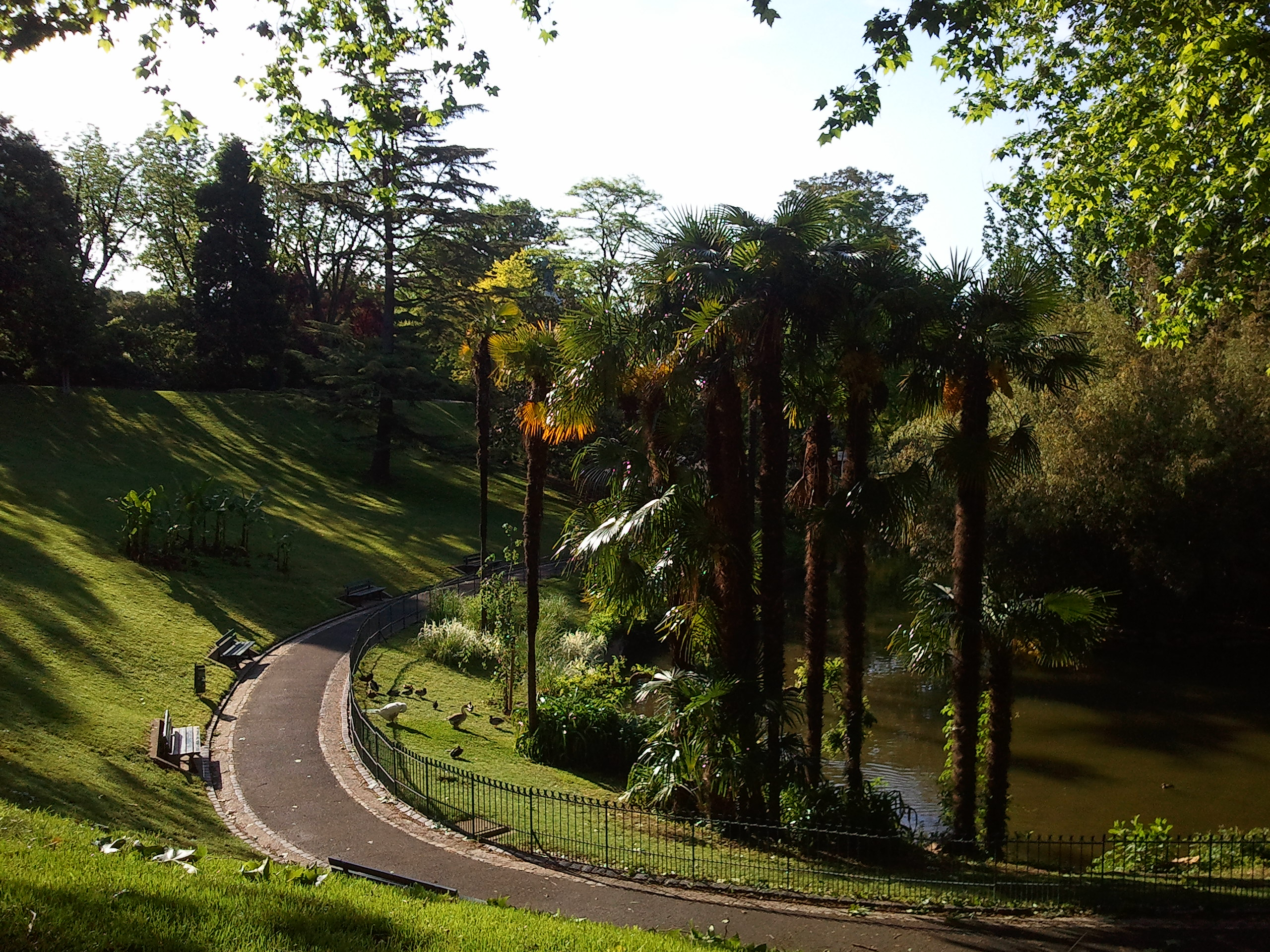
Bassin.

Plan d'eau bordé de saules et de résineux, situé sous un parterre fleuri où longtemps furent dessinées les armoiries de la ville. Ce plan d'eau est peuplé de nombreux poissons, de tortues d'eau, et de nombreux palmipèdes évoluant en semi-liberté.
- Le parterre fleuri.

Au-dessus du bassin d'eau, un parterre fleuri, en forte pente, a été dessiné. Grâce au travail des jardiniers du parc qui disposent les compositions florales, le parterre est orné de motifs divers, notamment des armoiries de la ville.
- Le théâtre de verdure, planté au cœur du parc, où des spectacles ont lieu en été.

2 000 places assises, sur des pierres de taille, dominent une scène en hémicycle.
- Une aire de jeux pour les enfants.

Espace sécurisé pour les jeux des plus petits, entre le bateau des pirates, les balançoires et les tourniquets, à proximité du bassin d'eau.
- La volière à perruches.

## Galerie d'images

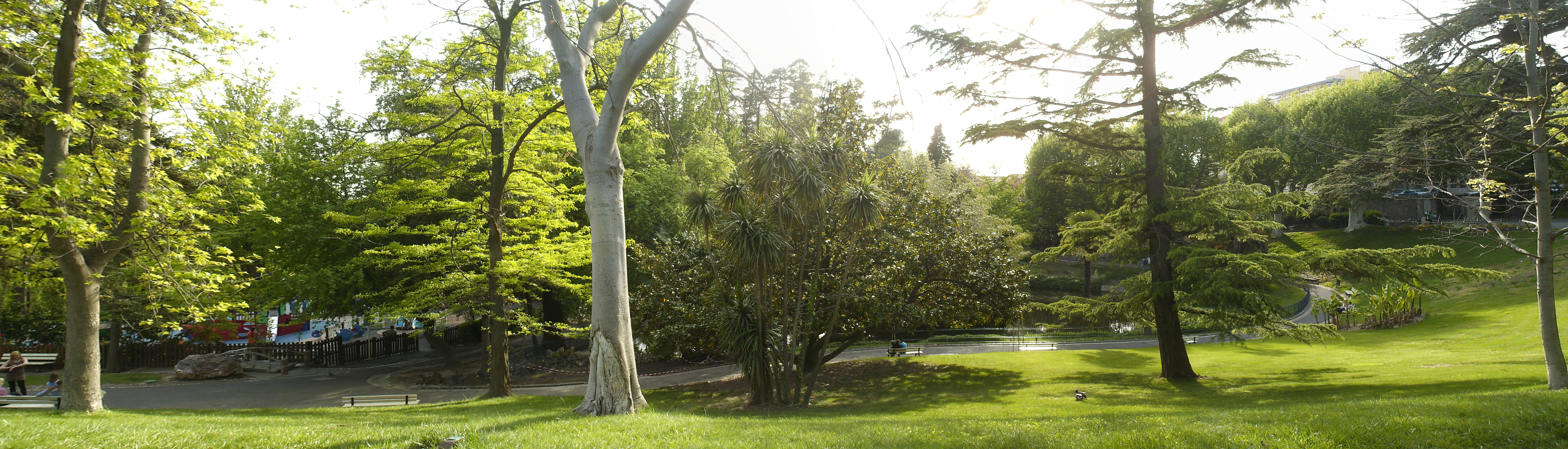
Plateau des poètes, bassin
Une des allées du Plateau
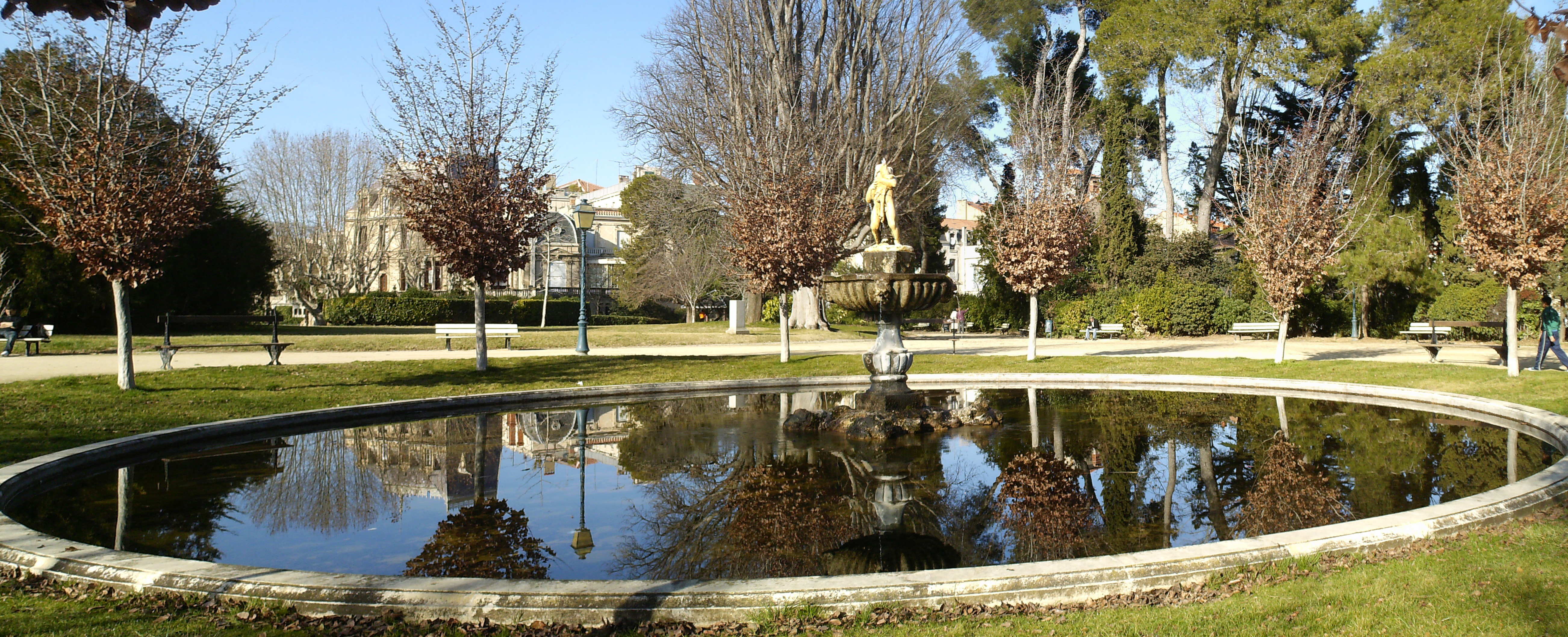
"Enfant au poisson", statue réalisée par J. A. Injalbert
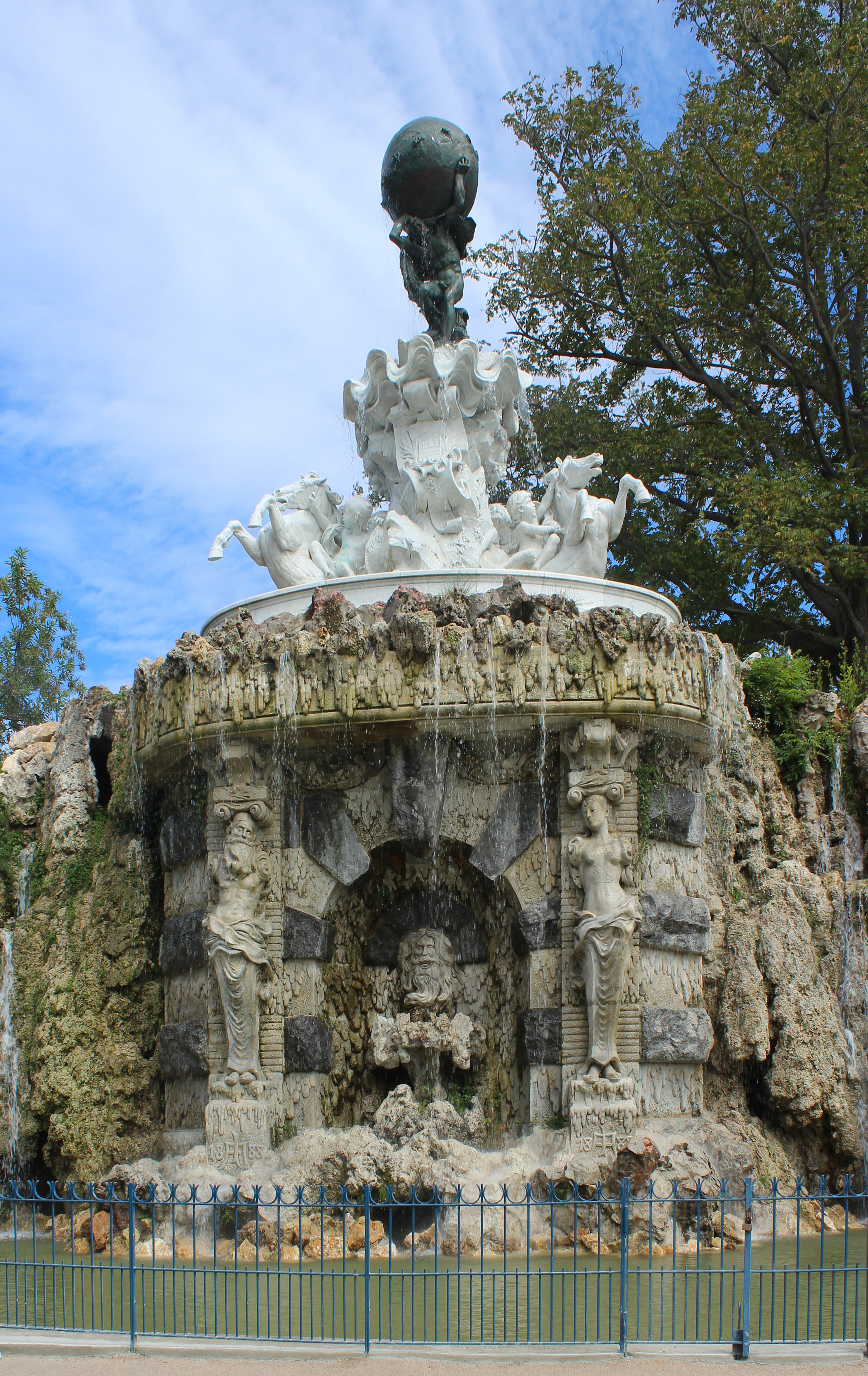
"Fontaine du Titan", le dieu Pan crachant des eaux
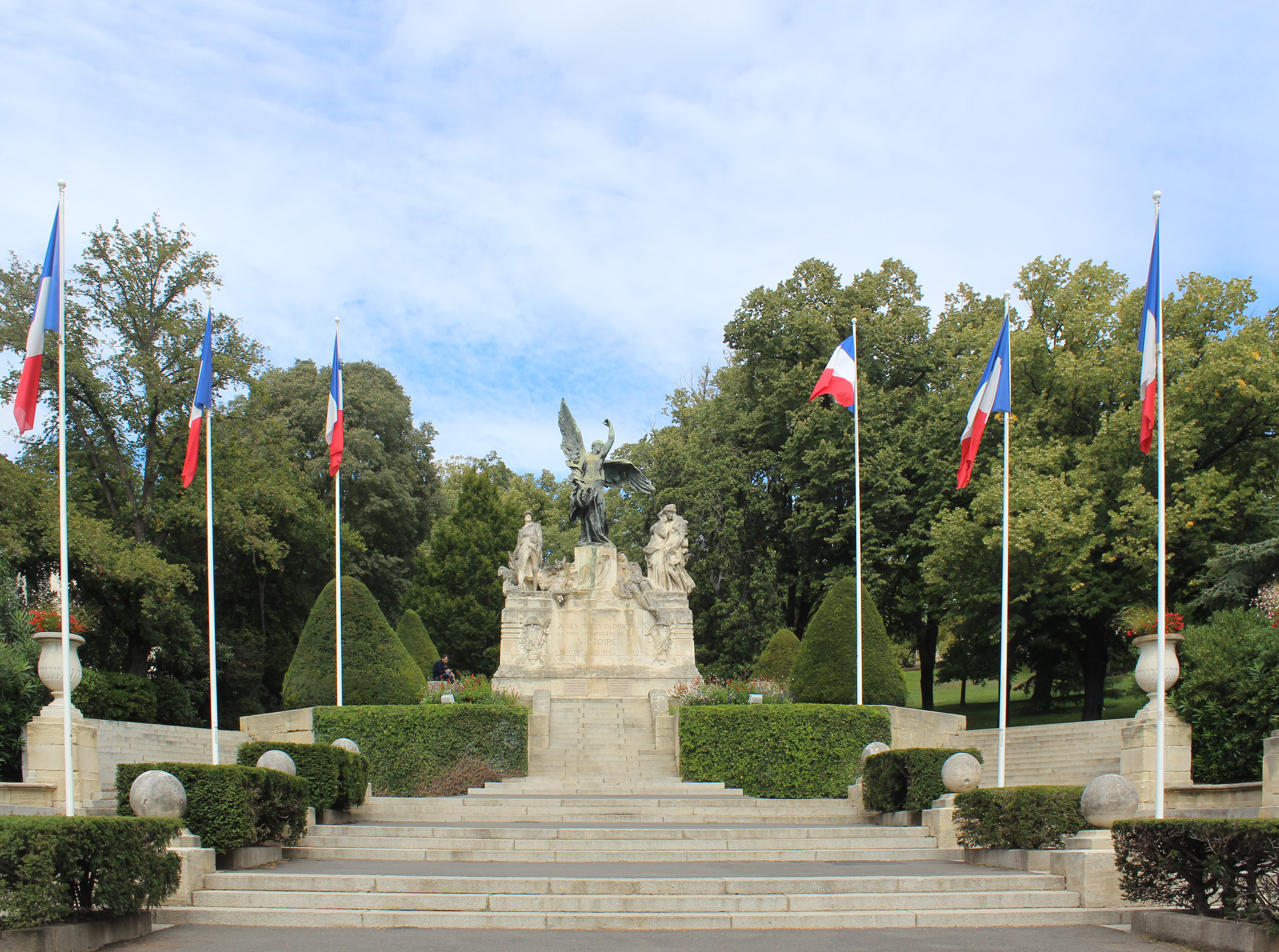
Monument aux morts de Béziers
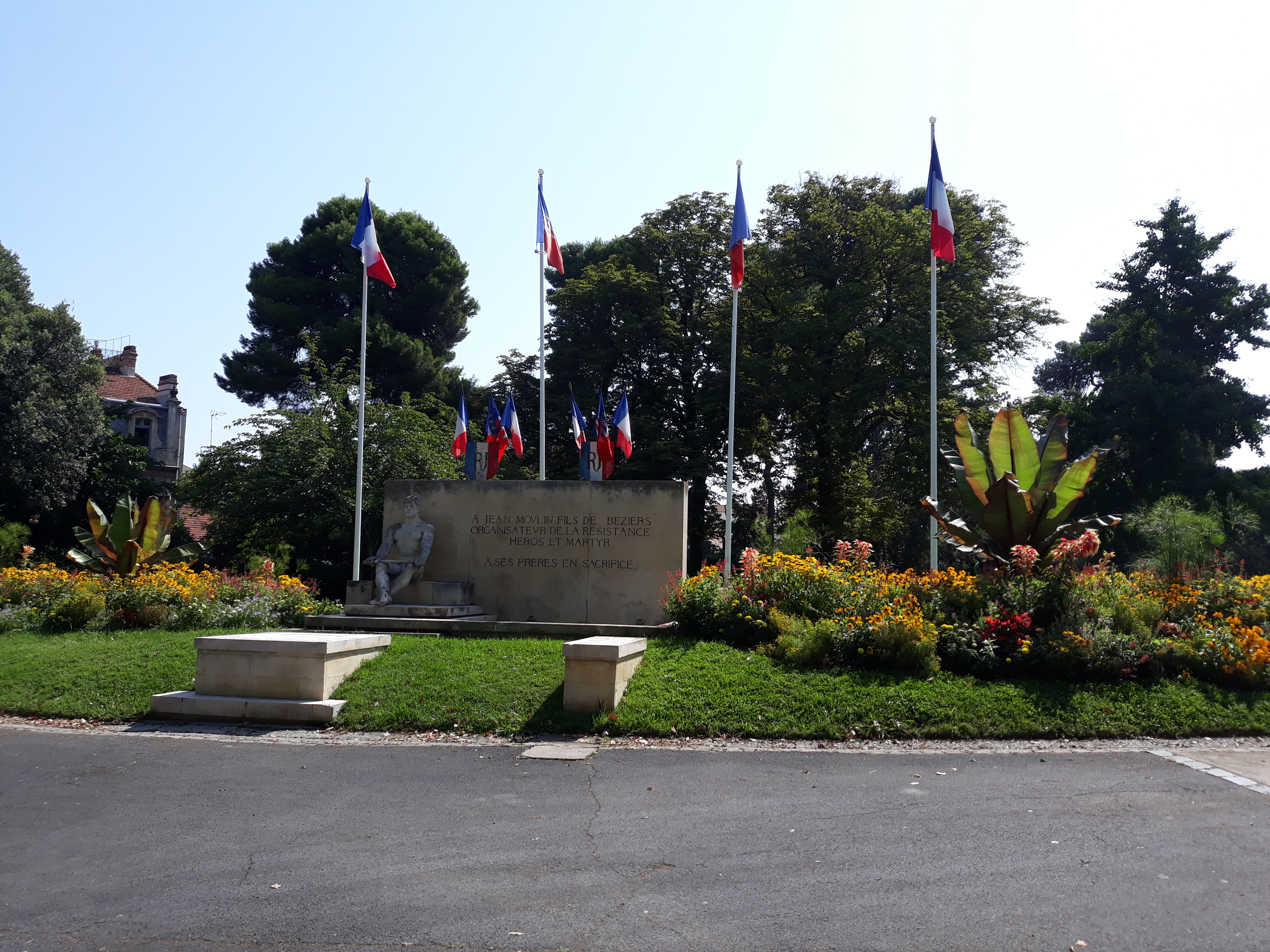
Monument à Jean Moulin

## Protection
Le plateau des poètes fait l’objet d’un classement au titre des monuments historiques depuis le 10 janvier 1995 et a reçu le label « Patrimoine du XXe siècle ». Il a aussi reçu le label « jardin remarquable ».